# 马哈麻 (政和县尉)
马哈麻，元朝末年官员，回鹘人。
马哈麻在元顺帝至正年间担任政和（今福建省政和县）县尉，率乡兵与反元武装拒战，被擒后，瞋目大骂，反元军大怒，将其剖腹，肠子流出，委地而死。